# Nikolaus von Werder

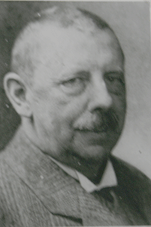
Hans Nikolaus von Werder

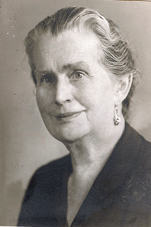
Anna Maria von Werder

Nikolaus von Werder (* 7. Mai 1856 in Frankfurt (Oder); † 22. Oktober 1917 auf dem Rittergut Sagisdorf, Reideburg) war ein deutscher Verwaltungsjurist und Abgeordneter im Königreich Preußen.

## Leben
Nikolaus (auch Nicolaus) von Werder war der Sohn des Gutsbesitzers auf Sagisdorf, Forstmeister a. D. und Ehrenritter des Johanniterordens, Bruno von Werder (1801–1870) und der Klara, geborene von Rauchhaupt-Trebnitz (1818–1892). Er studierte nach dem Abitur an der Ruprecht-Karls-Universität Rechtswissenschaft. 1875 wurde er im Corps Rhenania Heidelberg recipiert. 1878 trat er in Preußens Rechtspflege. Seit 1883 Gerichtsassessor, wechselte er in die innere Verwaltung. Er war Landrat des Kreises Goldap (1884), Regierungsrat bei der Regierung in Merseburg (1890), Landrat des Saalkreises (1893) und Oberpräsidialrat beim Oberpräsidenten der Provinz Ostpreußen (1899). 1903 folgte er Wilhelm von Waldow als Regierungspräsident im Regierungsbezirk Königsberg (bis 1908). In seinen letzten Lebensjahren verbrachte er den Winter in Halle (Saale), den Sommer auf seinem Gut Sagisdorf.
Am 21. Mai 1915 wurde Werder für den Wahlkreis Merseburg 3 (Bitterfeld, Delitzsch) in das Preußische Abgeordnetenhaus nachgewählt, in dem er der Fraktion der Konservativen Partei angehörte. Seit 1888 war der Regierungspräsident Mitglied des Johanniterordens und wurde bereits im Jahr 1900 zum Rechtsritter geschlagen, er gehörte zur Preußischen Provinzial-Genossenschaft.
Verheiratet war Werder seit 24. Februar 1887 mit Anna Maria von Frantzius (1864–1957), mit der er vier Kinder hatte. Sie war eine Tochter von Theodor Albert von Frantzius auf Uhlkau und dessen Ehefrau Rosa Emma geb. Behrend. Anna von Werder wohnte bis zu ihrem Lebensende in Halle a. d. Saale.
Das Gut Sagisdorf übernahm sein Sohn Hans Klaus (1892–1972), Major a. D.

## Ehrungen
- Rechtsritter des Johanniterordens (1900)
- Königlicher Kronen-Orden (Preußen) II. Klasse (1909)
- Roter Adlerorden II. Klasse (1908)
- Wirkl. Geh. Oberregierungsrat I. Klasse (1912)